# Centro para la Cultura y el Conocimiento

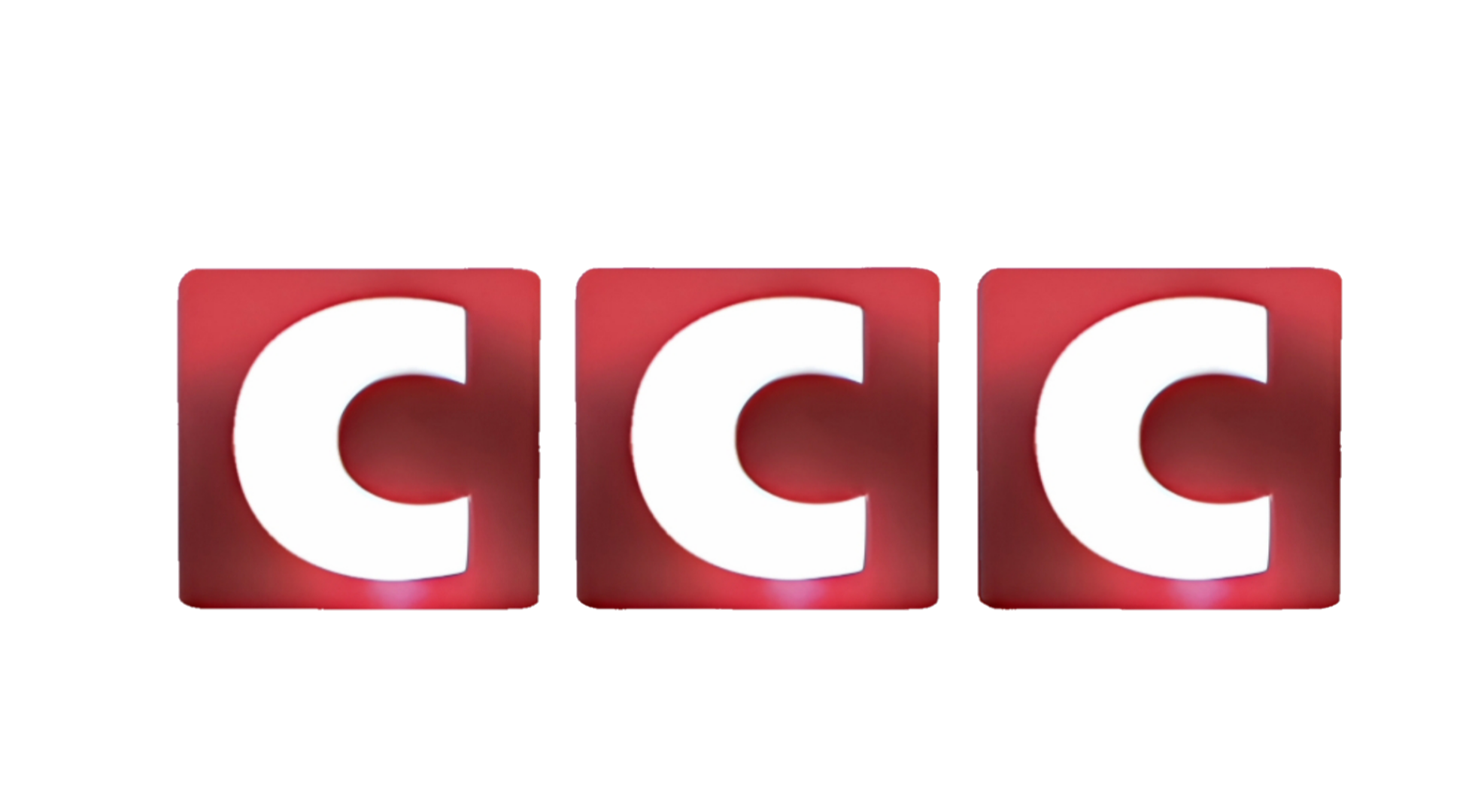
El logo de CCC desde 1999 hasta 2010

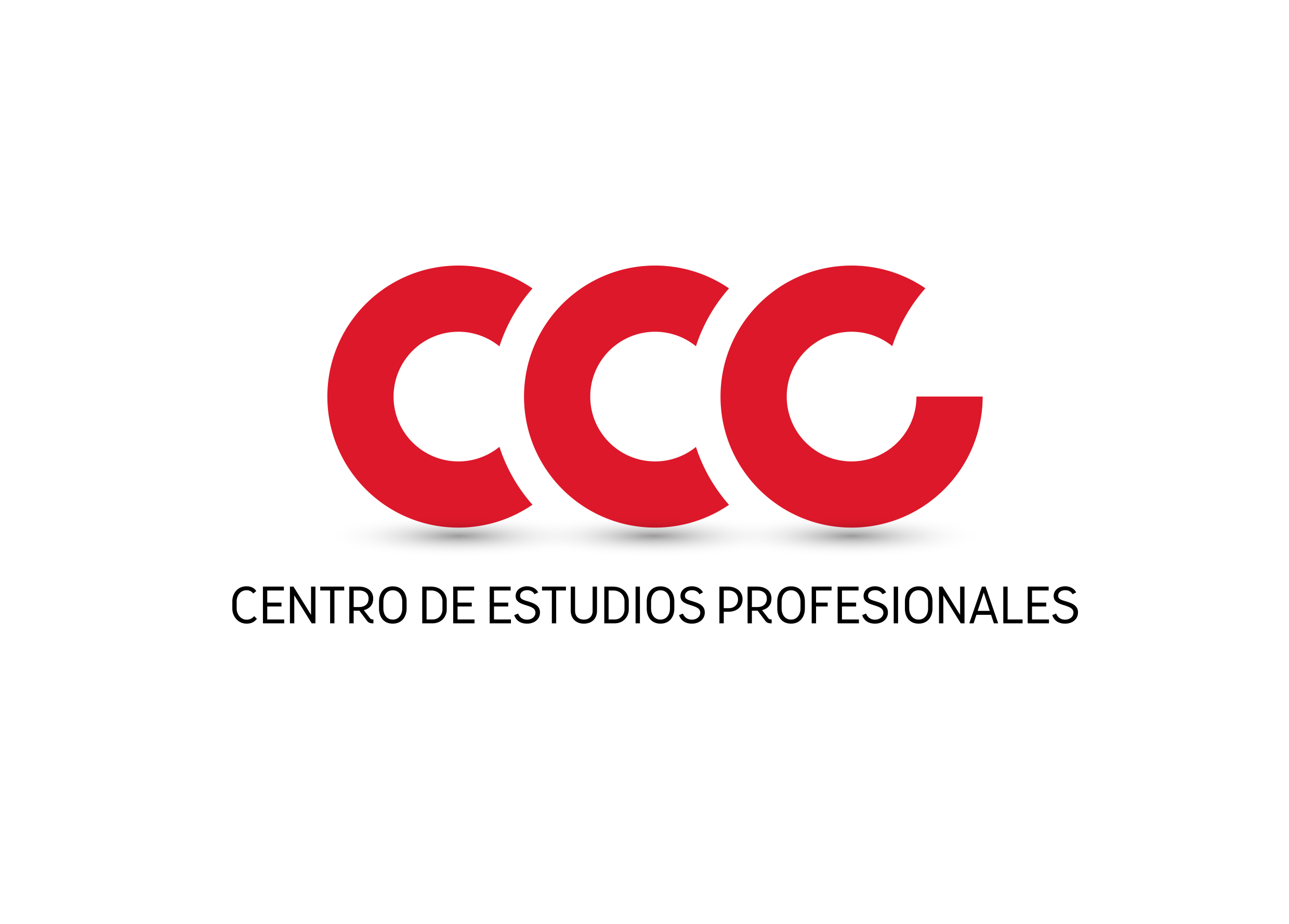
Logotipo de CCC Centro de Estudios Profesionales

CCC, acrónimo de Centro para la Cultura y el Conocimiento y de Centro de Cursos por Correspondencia es una academia de educación a distancia española. Se trata de una de las academias más conocidas en este país, debido a la gran variedad de cursos y abundante publicidad que realiza. 
La empresa fue fundada en 1939 en San Sebastián. Fue pionera en España en introducir discos para aprender idiomas. A lo largo de su historia ha tenido más de 3 millones de alumnos. Ofrece cursos de las más diferentes materias (formación para el trabajo de todo tipo, idiomas, música, deportes, etc.). Ofrece diplomas/certificaciones de títulos propios acreditativos de los cursos que imparte. Algunos de los cursos que ofrece están orientados para que el alumno se prepare para afrontar exámenes oficiales (formación profesional, etc). Y desde el 2021 es además, Centro Oficial de Formación Profesional. (Códigos autorización Centros CCC: 28080281 | 28080438 | 28081017)

## Historia
En 1939 nace en San Sebastián (España) la “Academia CCC” (Cursos de Comercio por Correspondencia) de la mano de Víctor Zabala, Juan Morera y José Azcárate.
Ese mismo año, CCC impartió 320 profesiones a más de tres millones de alumnos 
Juan Inurrieta, presidente de “Discos Columbia”, puso en contacto a Víctor Zabala con Juan Morera, quien ya había iniciado con la casa “Columbia” desde París la creación de los innovadores cursos de idiomas.
Morera se instala en España definitivamente y da un gran impulso a CCC, en colaboración con José Azcárate Morera (1898-1979) se marchó de España con 18 años para evitar el servicio militar. Vivió en Francia, Bélgica e Inglaterra. En Londres adquirió un notable prestigio como profesor de español.
Los cursos de idiomas con discos, con la marca “Polyglophone”, alcanzaron una gran difusión desde su aparición.
En consonancia con la sociedad de la época, CCC crea otra gama de cursos dedicados a la mujer llamados “Cursos Fémina”. Estos cursos eran sobre todo los relacionados con el corte y la confección. En la España de la época estos conocimientos eran considerados “imprescindibles” para la mujer en su faceta profesional (modistas) o para contribuir a la economía en el hogar.
En sus primeros años, la oferta de CCC comprendía cursos de contabilidad, cálculo mercantil, tributación, redacción comercial, taquigrafía, mecanografía, ortografía, cultura general, además de los cursos de inglés, francés y los cursos de modista.
La Academia CCC, en medio del contexto post-bélico -con gran protagonismo estatal y necesitado de recuperar una sociedad civil articulada- aporta al fundarse en 1939 una iniciativa sorprendente e innovadora, proponiendo una enseñanza a distancia, o por correspondencia como se la denominada en aquel momento, que utiliza recursos técnicos novedosos, como son los discos fonográficos para aprender idiomas y como medio de promoción social para las clases más carentes de capital económico y cultural. 
En los años 60 y 70, se abren delegaciones en México, Venezuela, Argentina, Costa Rica, Guatemala, Nicaragua, Ecuador, etc.
A finales de los años 90 nace la presencia de CCC en Internet, con la primera página web y la comunicación por correo electrónico.
En 1957 el Ministerio de Educación Nacional, promulgó un Real Decreto regulando la enseñanza a distancia en España. Entra también a formar parte del Consejo Europeo de Centros de Educación a Distancia.
En los años 80 se crean los primeros cursos de informática. Con el curso de Basic se entrega el microordenador  “Commodore 64”. Para los cursos con audio los alumnos tenían la opción entre  el disco y el casete. Aparecen los primeros cursos que  incluían videos.
La entrada del siglo XXI produce grandes avances en la  metodología de enseñanza de CCC, que se apoya cada vez  más en las nuevas tecnologías: Internet, campus en línea,  cursos y ejercicios en línea, clases virtuales, newsletters,  comunicación por correo electrónico, redes sociales, chat, audiochat, DVD, audios en MP3, etc.
Actualmente, CCC imparte cursos profesionales en Internet (campus en línea, tutor personal, clases en línea en directo, prácticas en empresas y bolsa de empleo) y Ciclos de FP Oficiales en modalidad en línea, blended y presenciales en sus tres centros de FP de Madrid.
El jingle de Cursos CCC "20 21 22" es una pieza o maqueta publicitaria creada para promocionar los cursos de CCC, que ofrece formación a distancia en diversas áreas del conocimiento. Este jingle se destacó por su pegajosa melodía y su repetitivo estribillo, el cual presenta los números "20 21 22", que hacen referencia al número de teléfono en los que se lanzó la campaña, el jingle lleva sonando en la radio española desde 1997. “Al principio nuestra agencia nos llegó a decir que era una horterada, pero decidimos grabarlo con la Cadena SER y lo pusimos en marcha. A mí me encantó” ha explicado Juanjo Azcárate, CEO del Centro de Estudios CCC (en su momento), el jingle era poético y rimaba, “Durante años ha sido el teléfono más conocido de la publicidad española”, afirma este profesional, que también ha sido partícipe de empresas del sector como Contrapunto, Dimensión y Gestión de Medios. también sonado en uno de los cursos más exitosos de CCC, el curso de guitarra.   
El éxito fue tal que el número se convirtió en uno de los teléfonos más reconocidos y recordados de España, según apuntan desde CCC. “Hemos conseguido que el número siempre se asocie con nuestra marca”, comentó Juanjo Azcárate. 
El centro de estudios CCC presentó "El Inglés con Mil Palabras" es un método de enseñanza del inglés impartido por el profesor Maurer y el centro CCC. Se fundamenta en la premisa de que aprender las 1 000 palabras más frecuentes del inglés permite cubrir aproximadamente el 92% del inglés cotidiano en Estados Unidos. Según su diseñador:  
"Mi método parte de un estudio, financiado por el Gobierno de los EE.UU., que comprobó que el 92% del inglés que se utiliza a diario está formado por sólo mil palabras"
El método se basa en una progresión gradual: se aprenden unas 50 palabras nuevas por semana, logrando dominar las mil principales en alrededor de 20 semanas. El objetivo es alcanzar la capacidad de leer, conversar y entender medios como la televisión sin necesidad de un vocabulario extenso.
Para demostrar que mi método funcionaba, lo probamos con 3.000 personas, muchas de ellas trabajadores latinos en los EE.UU. que necesitaban con urgencia hablar inglés. Resultó verdaderamente asombroso lo rápido que aprendieron. En muy poco tiempo leían, conversaban, trabajaban… y entendían la televisión. ¡Se manejaban bien en inglés!” – afirma el Profesor Maurer. 
CCC, no solo el Inglés con mil Palabras, también presentó y diseñó el Curso de Chino Mandarín Yang Yun impartido por la profesora Yang Yun, Yang Yung asegura que una persona es capaz de “hablar, entender y relacionarse” en chino si es capaz de dominar 500 caracteres, que pueden aprenderse en poco más de un año, un curso a distancia en el que se enseñan 500 caracteres chinos, cifra suficiente para hablar y entender el idioma a nivel básico. 
También, se presentó un curso de monitor de yoga, dirigido por Santiago Pazhin, bajo colaboración con la Escuela de Formación en Terapias Complementarias (EFTC). Según señala, el curso está basado en la experiencia extraída del Método CEYSI en sus 22 años de andadura educativa, cuya enseñanza es reconocida por la sencillez y adaptación de la milenaria ciencia del yoga, a las necesidades actuales de la sociedad moderna, así como a la edad, capacidad y necesidad de cada alumno. 
CCC ha realizado un estudio en el que se analizan estas siete décadas de la sociedad española a través de la formación así como las tendencias actuales y futuras del sector. A lo largo de estos años, la empresa ha ido adaptándose a las necesidades formativas de la sociedad, y ha impartido cursos de hasta 274 profesiones distintas.
La oferta formativa también ha ido cambiado, adaptándose a las demandas e intereses de la sociedad y los estudiantes en cada época: oficios, nuevas tecnologías, profesiones emergentes, idiomas, música, actividades deportivas y de ocio, terapias alternativas, sanidad, etc.
De aquellos discos fonográficos para aprender idiomas, ha ido incorporando a su metodología todos los avances técnicos que fueron surgiendo en estos años, como casetes, vídeos, CD, DVD, mp3, etc., y actualmente la web 2.0 y los servicios interactivos (Facebook, flickr, second life, campus en línea, CCCtv, YouTube, etc.).
CCC ha sido pionera de la formación a distancia y ofrecía más de 200 cursos de formación a distancia y en línea y ha reemprendido una estrategia de internacionalización en Latinoamérica que había abandonado hace décadas. Pero no es habitual que una empresa familiar como esta goce de una vida tan longeva. ¿Cuál es su secreto?
Según algunos expertos, apenas el 10% de las empresas familiares llega a la tercera generación. CCC lo ha conseguido convirtiendo las nuevas necesidades y perfiles laborales en programas educativos. “Intentamos tapar huecos que existen en el mercado y al que no llegan las enseñanzas regladas”, afirma su director general, Juanjo Azcárate”. 
En 2018, CCC facturó 11,7 millones y para este año se espera un aumento del 10%. «A lo largo de estos 80 años no todo ha sido fácil, hay que elegir y acertar, también equivocarse pero es necesaria la persistencia y el optimismo es la mejor materia prima para crear futuro», afirma Azcárate. Este año han abierto una nueva delegación en Perú y quieren reforzar su presencia en México y Colombia para incrementar un 12% el número de las actuales 15.500 matrículas. El 73% de los alumnos reside en provincia y el 27% en capitales y han formado a muchos alumnos que estaban en la cárcel. CCC cuenta con 260 profesionales y las áreas formativas ahora más relevantes son Salud y Bienestar, Tecnología, Veterinaria, Belleza y Moda y Mecánica e Instalaciones. 
En 2021, La familia Azcárate vendió Cursos CCC al grupo inversor suizo Crescendo, con el objetivo de llegar a los 100 millones con un vertiginoso plan de crecimiento en cinco años gracias a su salto a Latinoamérica, pero Crescendo nombró a Leandro Roschge como presidente del consejo de administración de CCC.   
Crescendo Group, radicado en Suiza, invierte en CCC, la compañía española más longeva en formación a distancia, para reforzar y consolidar la marca como referente y líder en formación en el mundo hispanohablante, tanto en modalidad en línea como presencial. Tras 83 años al frente, la familia Azcárate ha vendido el 100% de la compañía a este grupo inversor suizo que cuenta con activos en Latinoamérica a través de Cenedi, donde se han formado 80.000 alumnos durante 7 años de actividad en 10 países. Se crea así CCC Group, que integra una actividad con 24.500 alumnos activos, una oferta de 150 cursos y una plantilla directa de 250 profesionales. La compañía prevé duplicar el equipo profesional actual en los dos próximos años. 
El grupo suizo Crescendo, perteneciente a CCC, ha contratado a Alantra para explorar la venta de la compañía para los próximos meses. Las primeras valoraciones parten de los 100 millones de euros. Las partes exploran tanto vender una participación mayoritaria como una minoría. 
CCC ha abierto su capital a la firma de inversión internacional Crescendo Group, para dar un decidido paso en su expansión en España y Latinoamérica. Mantendrá la marca y asumirá en ella los activos latinoamericanos de esta firma global de inversión en el campo de la formación para la inserción laboral. 
En 2024, CCC, centro oficial de Formación Profesional del grupo inversor Crescendo, ha comunicado este jueves a sus empleados de San Sebastián la «necesidad de una movilidad geográfica», ya que su propósito es concentrar al conjunto de la plantilla en su sede social de Madrid «para mejorar la eficiencia operativa y de organización» de la compañía. 
El grupo Crescendo justifica el cierre de la sede de CCC en Guipúzcoa del centro de formación a distancia para incrementar su "eficiencia empresarial" con la presencia de sus 230 empleados en la capital de España, incluso medio centenar de empleados de la academia de San Sebastián se movilizan para frenar su traslado a Madrid 